# Luigi Mancinelli
Luigi Mancinelli (Orvieto, 6 de febrero de 1848 - Roma, 2 de febrero de 1921) fue un director de orquesta y compositor italiano. Estuvo considerado como el más importante director de ópera italiano del final del siglo XIX, hasta la aparición de Arturo Toscanini.

## Carrera
Estudió música en su ciudad natal y en Florencia. Fue intérprete de violonchelo en la orquesta de Orvieto y en teatros de ópera de Florencia y Perugia, donde comenzó a actuar como director asistente. Debutó como director con Aida, siendo inmediatamente contratado para el Teatro Apollo de Roma. Pronto adquirió gran notoriedad como director: en 1877 Arrigo Boito le consideró como el intérprete ideal de su Mefistófeles. También comenzó a ser conocido como compositor, tras presentar sus músicas escénicas para los dramas de Pietro Cossa  Messalina y Cleopatra, en 1876 y 1877. En 1878 dirigió varios conciertos en París, Milán y Bolonia, donde inició los ciclos de conciertos del Liceo filarmonico  en el Teatro Brunetti, y dirigió ópera en el Teatro Comunale.
Tras el fracaso en Nápoles de la reposición, en 1886, de su primera ópera, Isora di Provenza, Mancinelli dejó su puesto en el teatro de Bolonia para ser contratado en Londres, como director de repertorio italiano y, desde 1888, como director musical en el Covent Garden, puesto que mantuvo hasta 1905. Entre 1886 y 1893 fue director musical del Teatro Real de Madrid, y entre 1893 y 1903, del Metropolitan Opera de Nueva York. En esos años compuso sus óperas Ero e Leandro (que estrenó en Madrid) y Paolo e Francesca. Ya en el siglo XX continuó dirigiendo en Italia y en el Teatro San Carlos de Lisboa. En 1908 inauguró en Buenos Aires el Teatro Colón, volviendo a dirigir allí en varias ocasiones hasta 1913.
Mancinelli fue un gran difusor de la música de Richard Wagner a finales del siglo XIX. En 1883, poco antes de la muerte del compositor, dirigió en Venecia un concierto en su honor y en el de Franz Liszt. Sin embargo, en Gran Bretaña, su estilo wagneriano fue muy discutido, por demasiado italiano. Cuando, a principios del siglo XX comenzó a decaer la costumbre de cantar Wagner en italiano, comenzaron a imponerse los cantantes alemanes o anglosajones, y, con ellos, los directores de orquesta de ese origen, y Mancinelli abandonó progresivamente ese repertorio.

## Obras

### Operas
- Isora di Provenza (3 actos, libreto de A. Zanardini; Bolonia, 1884).
- Ero e Leandro (3 actos, libreto de Arrigo Boito; Madrid, 1897).
- Paolo e Francesca (1 acto, libreto de Arturo Colautti; Bolonia, 1907).
- Sogno di una Notte d'Estate (3 actos, libreto de Fausto Salvatori; 1919).

### Otras obras escénicas
- Messalina (Preludio e intermezzo para el drama de Pietro Cossa, 1876).
- Cleopatra (Intermezzi sinfónicos para el drama de Pietro Cossa, 1877).
- Tizianello (5 piezas para la comedia de E. Lombroso, 1880)
- Isaia (Cantata, texto de Giuseppe Albini, 1887).

### Obras orquestales
- Scene veneziane (Suite orquestal, 1888).

### Partituras para el cine
- Frate Sole (Para coro y orquesta, sobre un cuento de Mario Corsi, Tespi-films, Roma; 1918).
- Giuliano L'Apostata (Para  coro y orquesta, sobre un relato de Ugo Falena, Bernini-films, Roma; 1920).